# Лапіно (Мединський район)
Лапіно (рос. Лапино) — присілок в Мединському районі Калузької області Російської Федерації.
Населення становить 8 осіб. Входить до складу муніципального утворення Село Передєл.

## Історія
Від 2004 року входить до складу муніципального утворення Село Передєл.

## Населення
| 2002 | 2010 |
| ---- | ---- |
| 23   | ↘8   |